# Nymphaea vanildae
Nymphaea vanildae är en näckrosväxtart som beskrevs av C.T.Lima och Giul. Nymphaea vanildae ingår i släktet vita näckrosor, och familjen näckrosväxter. Inga underarter finns listade i Catalogue of Life.